# عشق زندگی است
عشق زندگی است (به هندی: Pyaar Zindagi Hai) و (به انگلیسی: Love is Life) فیلمی هندی محصول سال ۲۰۰۱ و به کارگردانی ویجی ساداناه است. در این فیلم بازیگرانی همچون آشیما بهلا، ویکاس کالانتری، موهنیش باهل، راجش خانا، آساواری جوشی، اوپسانا سینگ و شهباز خان ایفای نقش کرده‌اند.